# Ruch postępowy bryły sztywnej

Ruch postępowy bryły sztywnej jest to taki ruch, w którym każdy z punktów bryły porusza się po takim samym torze w tym samym czasie. Tor ten może mieć dowolny kształt (nie musi być prostoliniowy). 
W ruchu postępowym wszystkie punkty bryły poruszają się w danym momencie z jednakowymi prędkościami i przyspieszeniami. Tory ruchu dla wszystkich punktów są w tym ruchu takie same (czerwone linie na animacji). Rezultatem ruchu postępowego bryły sztywnej po dowolnym ustalonym czasie t jest przesunięcie równoległe bryły (translacja), co oznacza, że po tym czasie każdy punkt bryły zostaje przesunięty o ten sam wektor (niebieskie wektory na animacji). 
Poza ruchem postępowym bryła może wykonywać ruch obrotowy wokół osi stałej lub chwilowej. Dowolny ruch bryły sztywnej można opisać jako złożenie (superpozycję) ruchu postępowego i obrotowego.